# دهستان شهرک (پارس‌آباد)
دهستان شهرک یکی از دهستان‌های شهرستان پارس‌آباد در استان اردبیل ایران است که در بخش اسلام‌آباد قرار دارد.

## جمعیت
براساس سرشماری مرکز آمار ایران در سال ۱۳۹۵، جمعیت دهستان شهرک ۶۶۵۸ نفر (در ۱۹۳۲ خانوار) بوده‌است.